# Paraproba cincta
Paraproba cincta är en insektsart som beskrevs av Van Duzee 1917. Paraproba cincta ingår i släktet Paraproba och familjen ängsskinnbaggar. Inga underarter finns listade i Catalogue of Life.